# Tuvalu
Pour les articles homonymes, voir Tuvalu (homonymie).
État des Tuvalu
(ex-Îles Ellice)
(tvl) Tuvalu 
(en) State of Tuvalu 
Les Tuvalu, (prononcé : /tu.va.lu/), en tuvaluan Tuvalu, en anglais Tuvalu et State of Tuvalu  (anciennement connues sous le nom d'îles Ellice), sont un État et un archipel polynésien, situés dans l'ouest de l'océan Pacifique Sud, au sud de l'équateur, à 699 km au sud-sud-est de l'atoll d'Arorae, la plus méridionale des îles Gilbert (Kiribati), et à 856 km au nord de Vanua Levu, aux îles Fidji. Il est indépendant depuis 1978.
C'est un archipel constitué de neuf atolls qui sont tous habités. Vaiaku en est le village principal, à Fongafale sur l'atoll de Funafuti qui fait 12 km de long. L'endroit le plus large de l'atoll, abritant l'aéroport international dont la piste est d'environ 1 500 m, avoisine les 400 m. C'est là que vit la moitié de la population de l'État.
Compte tenu de la montée des eaux Tuvalu pourrait être d'ici 2050 le premier état sans territoire habitable.

## Étymologie
« Tu valu » signifie en tuvaluan « huit ensemble », au sens de « huit atolls », valu étant le nombre cardinal pour huit. Ce nom a été choisi pour désigner les huit îles et atolls occupés par les Tuvaluans (Funafuti, Nanumaga, Nanumea, Nui, Niutao, Nukufetau, Nukulaelae et Vaitupu) ; un neuvième, Niulakita, est occupé de manière permanente depuis 1989.

## Histoire

### Installation des populations austronésiennes de l'Asie continentale au Pacifique
En 3 000 av. J.-C., les ancêtres des Austronésiens, habitant alors le littoral de l'actuelle Chine du Sud, cultivateurs de millet et de riz, commencèrent à traverser le détroit de Formose pour s'installer à Taïwan. Vers 2 000 av. J.-C., des migrations ont lieu de Formose vers le Japon méridional et les Philippines. De nouvelles migrations suivirent des Philippines vers Célèbes et Timor et de là, vers les autres îles de l'archipel indonésien. Vers 1 500 av. J.-C., un autre mouvement, la civilisation Lapita, mène des îles de l'Amirauté vers les îles du Pacifique, y compris l’Océanie lointaine. Les Austronésiens, dont font partie tous les Tuvaluans/tuvaluens, sont parmi les plus anciens navigateurs de haute mer de l'histoire de l'humanité. La plupart sont Polynésiens et sont arrivés tardivement de Samoa (surtout), certains sont des Micronésiens et semblent avoir été les tout premiers installés avant d'être envahis par les Polynésiens (le cas de Nui étant l'exception tardive contraire). Leur provenance est vraisemblablement le sud des îles Salomon ou le nord du Vanuatu, sans qu'il soit possible de préciser davantage.

### Avant leXIXesiècle

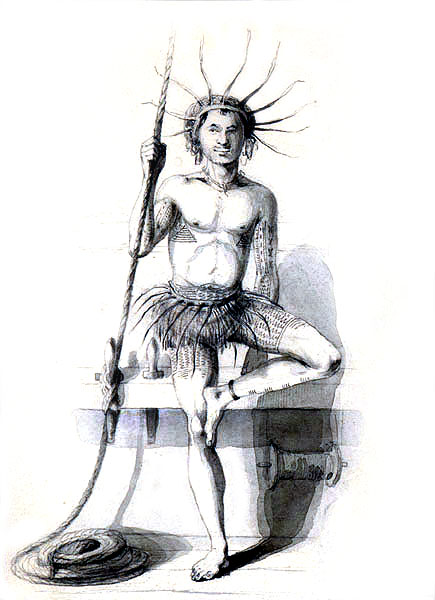
Costume tuvaluan, 1841.

Les Tuvalu sont habitées depuis le début du Ier millénaire av. J.-C. Elles semblent avoir été notamment peuplées par des populations polynésiennes (branche océanique des populations austronésiennes), en provenance des Samoa, qui étaient un centre de diffusion de cette culture ; ces Polynésiens se sont mélangés avec des Micronésiens déjà présents.
Vers le milieu du XIIIe siècle, les Tuvalu furent visités par des Tongiens. Il n'est pas certain que ceux-ci s'y soient installés. Les Tuvalu demeurèrent dans la zone d'influence culturelle, politique et militaire tongienne avec de nombreux contacts entre les deux ensembles d'îles.
Les étroits et fréquents contacts maintenus avec les voisins gilbertins (I-Kiribati), de langue micronésienne, expliquent la population actuelle de Nui. Cette dernière, baptisée « isla de Jesús » est visitée pour la première fois par un Européen en janvier 1568, avec l'arrivée de l'Espagnol Alvaro de Mendaña y Neyra. L'archipel sera globalement baptisé du nom d'Ellice (un homme politique et marchand britannique, propriétaire du navire Rebecca, Edward Ellice, nom d'abord uniquement attribué à Funafuti par le capitaine Arent DePeyster en 1819) lors de l'expédition de Charles Wilkes (navires Peacock et Flying Fish).

### DuXIXesiècleà aujourd'hui
Dans les années 1860, des missionnaires samoans de la London Missionary Society s'installèrent sur l'île de Vaitupu. Ils y apportèrent le christianisme, ainsi que l'alphabétisation à travers des Bibles en langue samoane.
Bien qu'aucune colonisation ne fût établie avant 1892, les marchands d'esclaves et les baleiniers venaient parfois dans ces îles avant le protectorat britannique, pour en razzier la population ou en piller les ressources[réf. nécessaire].
En 1892, les îles deviennent le protectorat britannique des îles Ellice. Le protectorat devint la colonie des îles Gilbert et Ellice en 1916 par réunion avec le protectorat des îles Gilbert.
En 1974, les différences ethniques et linguistiques et de développement dans la colonie poussèrent les Polynésiens des îles Ellice à voter pour la séparation d'avec les îles Gilbert (appelées désormais les Kiribati).
L'année suivante, le 1er octobre, les îles Ellice deviennent la colonie britannique des Tuvalu, en adoptant un nom autochtone.
L'indépendance fut accordée en 1978 sous la forme d'un dominion, la reine Élisabeth II restant le chef de l'État en tant que reine des Tuvalu (titre distinct pour le monarque d'un nouvel État souverain). Formellement, les Tuvalu sont donc un royaume du Commonwealth, avec pour chef d'État le roi Charles III.
Le 1er août 2013, à la suite d'une brève crise constitutionnelle, le gouverneur général, Sir Iakoba Italeli, limoge le Premier ministre Willy Telavi, qui ne disposait plus d'une majorité parlementaire, et nomme Enele Sopoaga Premier ministre par intérim. Le 4 août, le Fale i Fono confirme Sopoaga au poste de Premier ministre, par huit voix contre cinq. Il prête serment et nomme son gouvernement le lendemain.
Avec l'établissement de la capitale et des services gouvernementaux à Funafuti, les Tuvalu connaissent un phénomène d'exode depuis les autres atolls : en 2015, Funafuti regroupe 47 % de la population tuvaluane (contre 7 % en 1884).

## Politique
Les Tuvalu sont une démocratie et une monarchie parlementaire. Le roi Charles III des Tuvalu est le chef de l'État, représenté sur place par le gouverneur général, actuellement Tofiga Vaevalu Falani (depuis 2021). Le Fale i Fono est le pouvoir législatif monocaméral du pays. Ses députés sont élus au suffrage universel et le Premier ministre, chef du gouvernement, est issu de la majorité parlementaire.
En 1986, un référendum est organisé aux Tuvalu pour ou contre le passage de la monarchie à une république. Les habitants se prononcent pour le maintien de la monarchie.
Le 4 juillet 2005, le Premier ministre Maatia Toafa a annoncé la fin d'un long processus de consultation et l'organisation d'un nouveau référendum pour ou contre le maintien d'Élisabeth II comme chef de l'État. Le référendum eut lieu en avril 2008. Le taux de participation fut faible (à peine plus de 20 %) ; 1 260 électeurs optèrent pour le statu quo, et 679 pour une république. En conséquence Élisabeth II est demeurée reine des Tuvalu. Une nouvelle consultation publique sur ce sujet est lancée en 2021.
Le pays ne possède pas d'armée. La sécurité et les fonctions de surveillance maritime sont assurées par la force de police des Tuvalu. En novembre 2023, le pays signe avec l'Australie un traité qui rend l'Australie garante de la sécurité intérieure et de la défense des Tuvalu. Les Tuvalu s'engagent, en retour, à ne signer aucun accord de sécurité ou de défense avec un pays tiers sans l'accord de l'Australie.

## Géographie

### Îles

Localisation des Tuvalu en Océanie.

Carte des Tuvalu, avec les différents atolls et îles.

Bien que les Tuvalu n'aient pas de subdivision administrative, le pays comporte neuf îles ou plus exactement des atolls. Certains atolls se subdivisent à leur tour en « îles » ou « îlots ». Les neuf îles sont : Funafuti (la capitale), Nanumea, Nanumaga, Niutao, Nui, Niulakita (inhabitée avant la fin de la Seconde Guerre mondiale), Nukufetau, Nukulaelae et Vaitupu.

### Agriculture
L'eau potable aux Tuvalu est rare : l'eau douce provenant des lentilles d'eau souterraines (une sorte de nappe d'eau) des atolls est souvent impropre à la consommation en raison de la pollution (élevage de porcs). L'eau potable est importée ou récupérée à partir d'un système de récollection des eaux des pluies, installé dans les maisons. En 2011, en raison du phénomène La Niña, les Tuvalu subissent l'absence de précipitations pendant plusieurs mois consécutifs, ce qui entraîne une pénurie d'eau potable.
Sur cette terre peu fertile, le compost est l'engrais naturel idéal. La collecte des feuilles de cocotier ou de pandanus, utilisées notamment pour des plats de repas de fête, reste à organiser[pas clair]. De nombreux potagers sont installés devant les maisons.
La culture des légumes traditionnels, pulaka et taro géant des marais (Cyrtosperma), est devenue plus ardue. Leurs racines qui s'enfouissent profondément dans le sol supportent mal les infiltrations d'eau salée dans les terres à la suite de l'élévation du niveau des eaux marines. Ces légumes sont pourtant fréquemment consommés, faisant partie de la cuisine des Tuvalu.

### Diminution de la surface des îles par la montée des eaux
Les Tuvalu sont menacées par l'élévation du niveau de la mer provoquée par le réchauffement climatique.
Ce phénomène est lié au cumul de plusieurs facteurs. Ainsi, l'érosion côtière, aggravée par les activités humaines, affecte le niveau des eaux. Le facteur dominant est la hausse rapide du niveau de l'océan dans le Pacifique Ouest. Le phénomène est aggravé localement par l'ENSO. En effet, le basculement de l'oscillation pacifique décennale en phase négative et la plus grande fréquence des phases négatives de l'ENSO conduisent à la dilatation du Pacifique Ouest et à la contraction du Pacifique Est,. Pour Tuvalu en particulier, le rythme de la hausse relative approche les deux millimètres +/- un mm/an, hors les effets d'érosion et de subsidence.

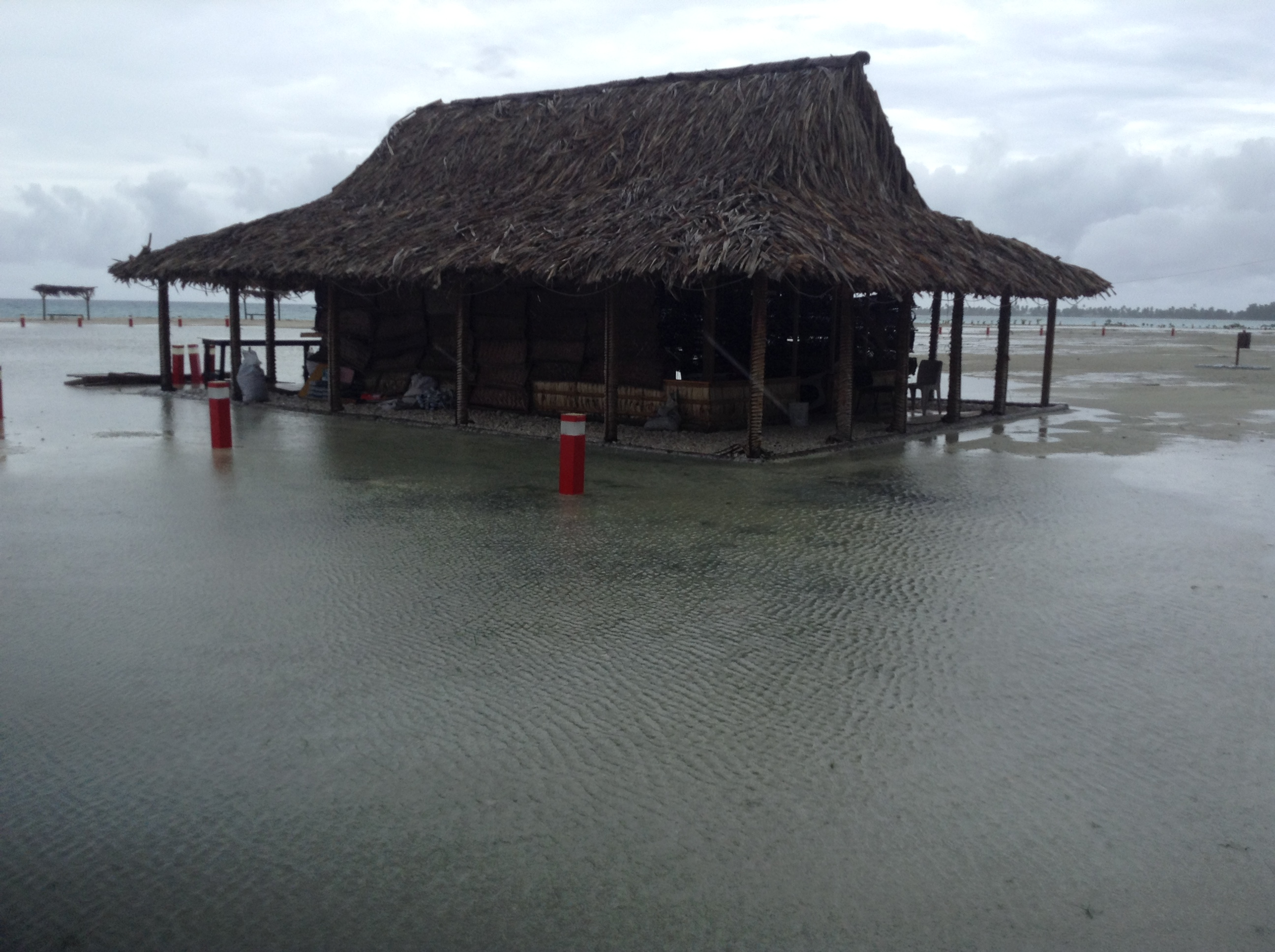
Inondations à Funafuti à cause des pluies et des marées en avril 2017.

En 2001, le gouvernement des Tuvalu a annoncé que les îles, dont le point le plus élevé est de cinq mètres au-dessus du niveau de la mer, devraient être évacuées en cas d'élévation du niveau de l'océan, dû à la probable montée des eaux si le réchauffement climatique général de la planète se poursuit. Il se peut que l'affaissement des atolls soit également un facteur secondaire de l'envahissement progressif par les eaux de l'océan.

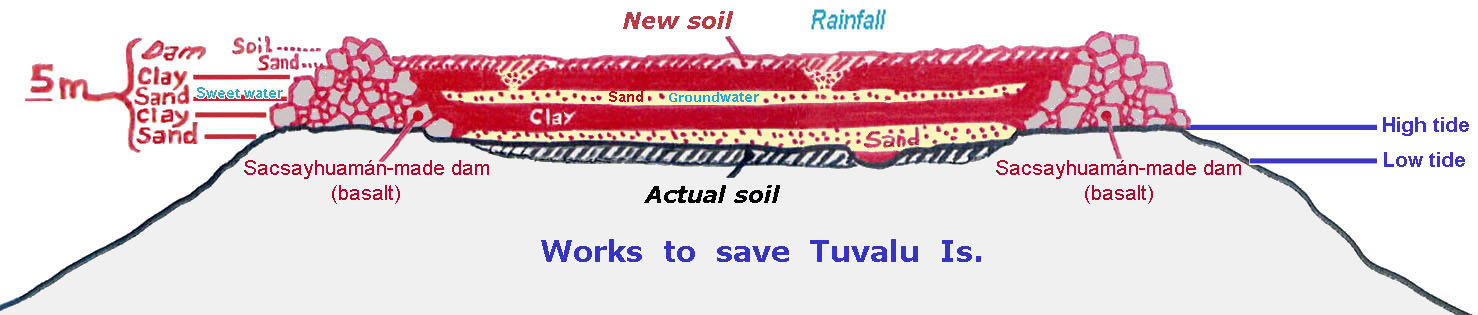
Le plan de sauvetage des atolls par rehaussement artificiel du niveau, proposé en 2007.

En tant qu'îles basses sans plateau océanique, les communautés insulaires des Tuvalu sont particulièrement sensibles aux changements du niveau de la mer et aux tempêtes qui frappent l'île. La fréquence et la violence des tempêtes ont augmenté. À plusieurs reprises, les Tuvaluans ont dû évacuer momentanément leurs îles lors des marées de fortes eaux. Un plan de sauvetage, décrit par Laure Verhaeghe, a été proposé ; il nécessiterait un va-et-vient de vraquiers depuis un pays continental capable de fournir de quoi construire des digues et rehausser le niveau du sol. Il coûterait des centaines de millions de dollars, somme dont les Tuvalu ne disposent pas et que personne n'est disposé à offrir.

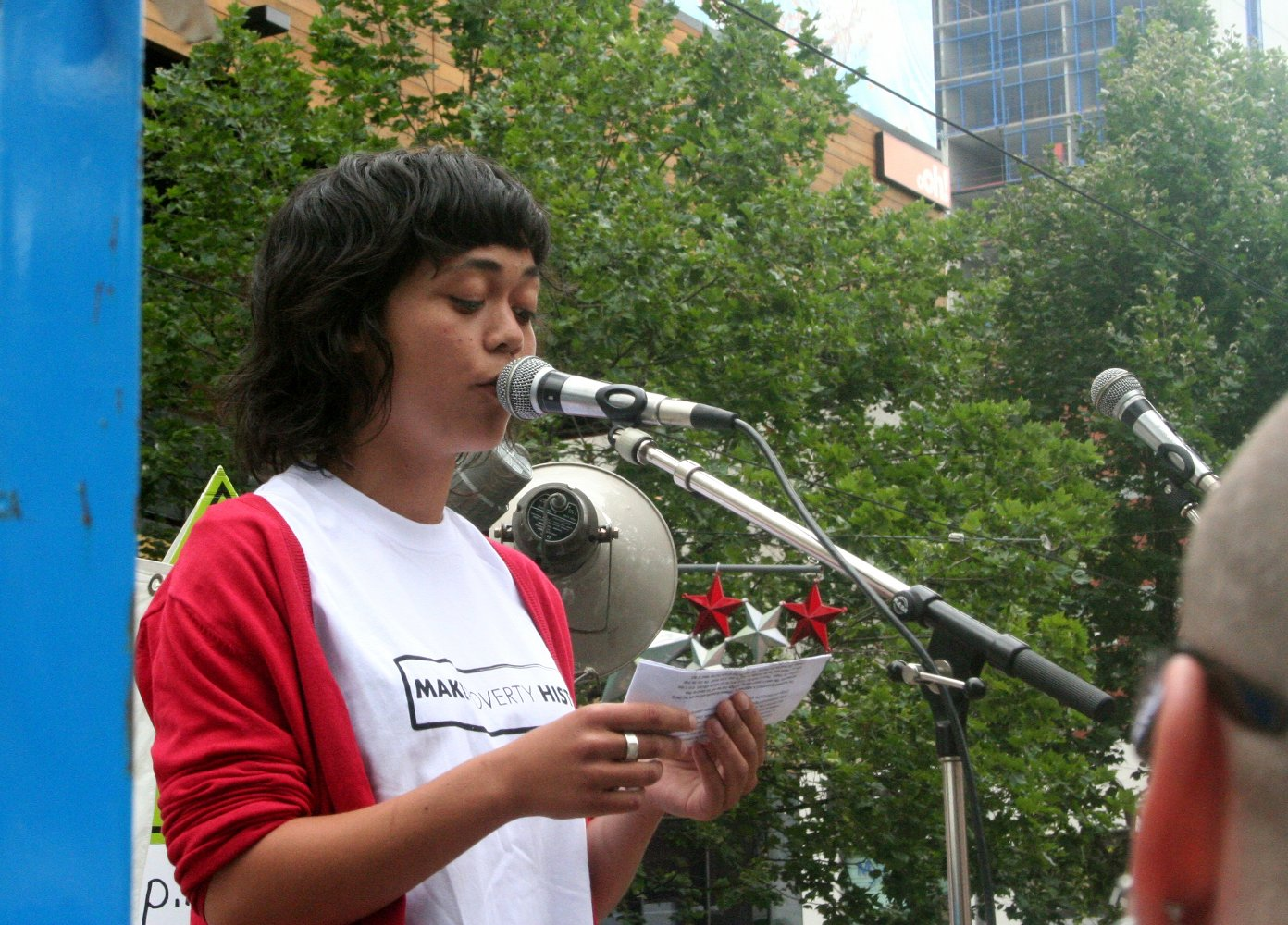
Discours d'une jeune femme tuvaluane lors d'une manifestation contre le réchauffement climatique (Melbourne, 2009).

En conséquence de leurs inquiétudes, un nombre croissant de Tuvaluans a quitté l'archipel. En 2002, le premier ministre Koloa Talake annonce son intention d'attraire les États-Unis et l'Australie devant la Cour internationale de justice de La Haye du fait de leurs émissions disproportionnées de dioxyde de carbone. Cette assignation n'a pas eu lieu, Talake n'ayant pas été réélu. La controverse quant à un tel procès eut un grand retentissement médiatique.
Bien qu'attirer l'attention sur les effets du changement climatique ait permis d'apporter une certaine visibilité internationale aux problèmes des îles, d'autres facteurs doivent être pris en compte, dont l'explosion démographique sur une île aux ressources limitées, source de dégâts environnementaux. Depuis 1980, la population de Funafuti a plus que doublé, passant de 2 000 à 4 500, soit près de la moitié de la population des Tuvalu. Une autre cause majeure de l'engloutissement de l'île et de la salinisation de ses sources d'eau douce est l'installation d'un aéroport (construit par les Américains pendant la Seconde Guerre mondiale), qui a mis une part notable de l'île à quelques centimètres du niveau de la mer, causant des dégâts notables à la base corallienne de l'île. Le changement climatique pourrait accentuer ce phénomène. Son impact est visible sur les autres îles du Pacifique, notamment aux Kiribati et en Papouasie-Nouvelle-Guinée.
Les plages et les végétations se font rares, le goudron ne protège plus le sol des remontées aquatiques qui inondent les cultures cinq mois par an. L'émigration est principalement causée par des raisons sociales liées à l'explosion démographique récente. Un millier d'habitants a déjà fui en Nouvelle-Zélande, aux Fidji ou en Polynésie française[réf. nécessaire].
Lors de la conférence de Copenhague en décembre 2009, le premier ministre des Tuvalu a rappelé que son territoire est menacé par la montée des eaux, due entre autres au réchauffement climatique, lui-même entraîné pour partie par l'activité humaine. Selon certains scientifiques, les Tuvalu devraient disparaître vers la fin du siècle, totalement englouties par la montée des eaux.
De nombreux articles publiés en février 2018 et basés sur une étude réalisée par Paul S. Kench, Murray R. Ford et Susan D. Owen indiquent que la surface émergée des îles a augmenté de 2,9 % entre 1971 et 2014. Il s'agit de résultats contre-intuitifs puisque, malgré l'augmentation du niveau de la mer, les îles sont « dynamiques » et changent constamment.
En novembre 2021, le ministre des Affaires étrangères Simon Kofe a profité de la COP26 de Glasgow pour alerter une nouvelle fois la communauté internationale sur la montée des eaux.
Le 15 novembre 2022, dans le cadre de la COP27 organisée en Égypte à Charm el-Cheikh, Simon Kofe s'adresse à nouveau aux dirigeants de la planète et, à travers eux, à l'ensemble de la population mondiale, pour leur enjoindre d'agir rapidement pour enrayer les effets dévastateurs du réchauffement climatique sur son pays et l'ensemble de la planète. Son discours est enregistré sur un îlot de l'archipel et également diffusé sur son compte YouTube. Il y évoque la possibilité que son pays soit le premier État au monde à disparaître totalement dans un avenir proche et n'existe plus que dans le métavers. Parallèlement, le gouvernement de l'archipel a mis un site en ligne préfigurant ce que serait alors « Tuvalu, la première nation numérique », ainsi que pour renseigner ceux qui veulent aider à sauver la petite nation insulaire au moyen d'une pétition internationale.
Le 10 novembre 2023, le Premier ministre Kausea Natano signe avec le Premier ministre australien Anthony Albanese l'« Union Falepili ». Par celle-ci, en réponse au réchauffement climatique, l'Australie permet à tout citoyen tuvaluan d'émigrer en Australie et d'y bénéficier pleinement de droits sociaux, avec un quota de 280 migrants par an. L'Australie s'engage à aider les Tuvalu à s'adapter au réchauffement climatique, notamment en construisant de nouvelles terres hors d'atteinte du niveau de la mer à Funafuti. Enfin, l'Australie se rend garante de la sécurité intérieure et de la défense des Tuvalu, les Tuvalu s'engageant en retour à ne signer aucun accord de sécurité ou de défense avec un pays tiers sans l'accord de l'Australie.

En juillet 2025, soit vingt mois après la signature de l'« Union Falepili », les autorités australiennes annoncent avoir reçu 8 750 demandes de visas climatiques, soit 82% de la population totale de l'archipel (10 643 habitants au recensement de 2022), ce qui les conduit à faire le constat suivant: 

« Avec 280 visas offerts cette année pour ce programme, cela signifie que de nombreuses personnes ne pourront pas en bénéficier. »

## Économie
Les Tuvalu n'ont presque aucune ressource naturelle et leur principale source de revenus est l'aide étrangère. Les activités principales sont la pêche et le tourisme ; en raison de l'éloignement des îles, un nombre restreint de touristes (autour de 1 500 personnes) visite l'archipel chaque année. Il n'y a qu'un seul hôtel, le Vaiaku Langi Hotel, situé à Funafuti.
Le PIB des Tuvalu est le plus faible du monde, s'élevant à environ 60 millions de dollars en 2021.
Le dollar tuvaluan, la devise locale, est couplé au dollar australien : seules des pièces de monnaie sont émises localement.

### Domaine national de premier niveau.tv
.tv est le domaine national de premier niveau réservé aux Tuvalu.
Le nom de domaine de tête .tv a été ouvert à toutes les entreprises de tous les pays par le gouvernement des Tuvalu depuis 1998. Cette extension de nom de domaine est très populaire, "TV" étant l'abréviation de télévision dans plusieurs langues.
En 2000, la gestion et la commercialisation du nom de domaine ont été cédées par le gouvernement des Tuvalu à la société dotTV, une filiale de Verisign, pour 12 ans en échange de 50 millions de dollars américains. Cette vente a apporté d'importants revenus au micro-État, qui était, avant la vente de l'extension de domaine internet, l'un des pays les plus pauvres au monde. La société dotTV est détenue à 20 % par le gouvernement des Tuvalu. Cela a permis d'augmenter le PIB de 50 % et de financer l'électrification, ainsi que la scolarisation de la population.
La manne financière engendrée par cette vente fait controverse dans le pays. Une partie de la population locale s'élève contre cette pratique, car de nombreux sites internet utilisant l'extension du domaine présentent un caractère pornographique. La majorité de la population étant de confession chrétienne, cet argent est considéré comme étant impur[réf. nécessaire].
L'argent récolté a également permis d'améliorer les infrastructures routières.
En 2010, l'extension de nom de domaine rapportait 1 million de dollars par an, soit un trentième du PIB. Lotoala Metia, ministre des finances, en considération de la forte rentabilité du nom de domaine, estimait que le pays devrait recevoir 5 millions de dollars.
En 2016, le nom de domaine rapportait 2 millions de dollars par an au gouvernement des Tuvalu.

## Démographie

Croissance de la population tuvaluane depuis les années 1960.

La population des Tuvalu est presque entièrement composée de Polynésiens. Les habitants de Nui sont en fait des Gilbertins qui parlent le gilbertin ou kiribati.
En 2011, le pays comptait 10 640 habitants, ce qui en fait l'un des États indépendants les moins peuplés. Il possède en revanche une très forte densité de population : de plus de 450 habitants au kilomètre carré.
Depuis l'installation de Funafuti comme capitale, une grande partie de la population a migré depuis les atolls pour s'installer à Funafuti, qui concentre en 2015 la moitié de la population tuvaluane. Depuis les années 1960, les Tuvalu connaissent une forte croissance démographique.
Environ 97 % des Tuvaluans sont membres de l'Église des Tuvalu, une église chrétienne protestante. La religion a été mélangée à quelques éléments ancestraux des croyances autochtones.
La langue vernaculaire, le tuvaluan, est parlée par pratiquement tout le monde ; le gilbertin ou kiribati est parlé par la plupart des habitants de Nui. L'anglais est également langue officielle, sans être parlé couramment.

## Culture
Les langues parlées sont l'anglais et le tuvaluan. Le gilbertin est parlé à Nui.
Le système communautaire traditionnel se maintient encore aux Tuvalu. Chaque famille a sa propre tâche, ou salanga, à exécuter pour la communauté, telle que la pêche, la construction de maisons ou la défense.
Les tâches ou qualifications d'une famille sont transmises de père en fils.
La danse (notamment le fakanau et le fatele) et le football sont les loisirs les plus populaires aux Tuvalu.
La cuisine des Tuvalu est essentiellement basée sur les produits de la mer (poissons, mollusques, crustacés), utilisant la noix de coco, les cochons et les tubercules.
La piste de l'aéroport de Tuvalu, à Funafuti, est un lieu important de rencontre. Tous les soirs, les résidents de l'atoll s'y rejoignent pour faire du sport ou entretenir des liens sociaux. C'est également le terrain d'entraînement de l'équipe des Tuvalu de football.
Les médias aux Tuvalu demeurent peu développés et relèvent du service public, sous la forme d'une station de radio et de publications papier.

## Symboles

Drapeau des Tuvalu.

Signification des étoiles sur le drapeau des Tuvalu.

Le drapeau des Tuvalu est constitué de neuf étoiles sur fond bleu clair, avec un drapeau du Royaume-Uni en haut à gauche.

## Personnalités
- Eselealofa Apinelu, avocate.
- Annie Homasi, politicienne.

## Filmographie
- 2004 : Nuage au paradis, Trouble in paradise, documentaire de Gilliane Le Gallic et Christopher Horner ;
- 2005 : Les Derniers Jours de Tuvalu, documentaire de Frédéric Castaignède ;
- 2012 : Greedy Lying Bastards (en) de Craig Rosebraugh.